# Strażnica WOP Ołownik
Strażnica WOP Sobiechy/Ołownik – podstawowy pododdział graniczny Wojsk Ochrony Pogranicza.

## Formowanie i zmiany organizacyjne
Strażnica została sformowana w 1945 w strukturze 24 komendy odcinka Bartoszyce jako 116 strażnica WOP (Zobichen) o stanie 56 żołnierzy. Kierownictwo strażnicy stanowili: komendant strażnicy, zastępca komendanta do spraw polityczno-wychowawczych i zastępca do spraw zwiadu. Strażnica składała się z dwóch drużyn strzeleckich, drużyny fizylierów, drużyny łączności i gospodarczej. Etat przewidywał także instruktora do tresury psów służbowych oraz instruktora sanitarnego.
W 1951 strażnica stacjonowała w Ołowniku. 
Od 15 marca 1954 wprowadzono nową numerację strażnic. Strażnica IV kategorii otrzymała numer 110.
Jesienią 1955 zlikwidowano sztab batalionu. Strażnica podporządkowana została bezpośrednio pod sztab brygady. W sztabie brygady wprowadzono stanowiska nieetatowych oficerów kierunkowych odpowiedzialnych za służbę graniczną strażnic.
W czerwcu 1956 rozwiązano strażnicę. Na jej bazie powstała 3 placówka WOP Ołownik kategorii "B".

## Ochrona granicy
7 stycznia 1946 patrol strażnicy zatrzymał trzech przestępców granicznych idących do Polski. Ranny w potyczce został kpr. Bronisław Jóźwiak. 6 lutego zatrzymano Niemca udającego się z Berlina do ZSRR rzekomo w celach rodzinnych.
Sąsiednie strażnice:
115 strażnica WOP Rudziszki ⇔ 117 strażnica WOP Rapa – 1946

## Dowódcy strażnicy
- por. Tadeusz Kogut (był 10.1946)[b].
- chor. Edward Mazurkiewicz (był w 1951)
- ppor. Stanisław Grabinowski (1951-?)